# فهد بن عبد الله السماري
فهد بن عبد الله السماري (مواليد 1377 هـ / 1958 م، الرياض) هو أكاديمي ومؤرخ وباحث سعودي ، مستشار في الديوان الملكي.

## التعليم
حصل على الليسانس من جامعة الإمام محمد بن سعود الإسلامية قسم التاريخ بكلية العلوم الاجتماعية عام 1400 هـ/1980م، ثم حصل على الماجستير من جامعة كاليفورنيا- ريفرسايد في الولايات المتحدة الأمريكية عام 1406 هـ/1986م في التاريخ الحديث، ثم حصل على الدكتوراه من نفس الجامعة عام 1410 هـ/1989م.

## الحياة العملية

### المناصب والعضويات الحالية
- مستشار في الديوان الملكي.[2]
- رئيس تحرير مجلة الدارة منذ عام 1416هـ.
- الأمين العام لمراكز الدراسات والوثائق بالخليج العربي.
- عضو مجلس إدارة نادي الإبل.
- عضو مجلس إدارة هيئة تطوير بوابة الدرعية.

### المناصب والعضويات السابقة
- أمين عام دارة الملك عبد العزيز.
- مدير مركز تاريخ مكة المكرمة.
- المستشار التنفيذي لكرسي الملك سلمان بن عبد العزيز لدراسات تاريخ الجزيرة العربية بجامعة الملك سعود.
- رئيس الهيئة الإشرافية لمركز دراسات وبحوث المدينة المنورة.
- عضو مجلس الأمناء للمجموعة السعودية للأبحاث والتسويق والنشر.
- عضو مجلس إدارة الهيئة العامة للسياحة والتراث الوطني.
- عضو اللجنة العليا لتطوير الدرعية التاريخية.
- عضو مجلس أمناء مكتبة الملك فهد الوطنية.
- عضو مجلس إدارة الجمعية السعودية للمحافظة على التراث.
- وكيل وزارة التعليم العالي السعودية للعلاقات الثقافية خلال الفترة من 1417 هـ إلى 1419 هـ.
- عميد البحث العلمي ومدير مركز البحوث في جامعة الإمام محمد بن سعود الإسلامية خلال الفترة من 1412 هـ إلى 1416 هـ.
- وكيل عمادة البحث العلمي لفترة خمسة أشهر عام 1412 هـ.
- عميد عمادة البحث العلمي ومدير مركز البحوث بجامعة الإمام محمد بن سعود الإسلامية.
- عضو هيئة التدريس بكلية العلوم الاجتماعية قسم التاريخ والحضارة جامعة الإمام محمد بن سعود الإسلامية خلال الفترة من 1410 هـ إلى 1416 هـ.
- عضو هيئة تحرير مجلة جامعة الإمام محمد بن سعود الإسلامية خلال الفترة من 1412 هـ إلى 1413 هـ.
- رئيس تحرير مجلة جامعة الإمام محمد بن سعود الإسلامية خلال الفترة من 1414 هـ إلـى 1416 هـ.
- عضو المجلس العلمي بالجامعة عام 1412 هـ.
- رئيس اللجنة الدائمة للتأصيل الإسلامي للعلوم الاجتماعية.
- عضو هيئة الإشراف على الموسوعة الجغرافية للعالم الإسلامي.
- رئيس لجنة الندوات والمؤتمرات بالمجلس العلمي.
- رئيس لجنة البحوث والنشر العلمي.
- رئيس لجنة أوروبا الشرقية بإدارة العلاقات الخارجية في الجامعة.
- عضو اللجنة العلمية لمكتبة الملك عبدالعزيز العامة.
- رئيس اللجنة التحضيرية لمعرض المؤلفات النادرة عن الجزيرة العربية والمملكة العربية السعودية - مكتبة الملك عبد العزيز العامة.
- وكيل وزارة التعليم العالي للعلاقات الثقافية.
- عضو لجنة تدريب وابتعاث الموظفين بديوان الخدمة المدنية.
- عضو لجنة معادلة الشهادات بوزارة التعليم العالي.[3]

## المؤلفات
صدر لفهد السماري عدة كتب هي:
- مكتبة الملك سعود بن عبد العزيز الخاصة (1428هـ).
- الملك عبد العزيز وألمانيا عام 1420 هـ.
- أصدقاء وذكريات عام 1419 هـ.
- رحلة إلى وسط الجزيرة العربية تعليق ومراجعة عام 1419 هـ.
- موسوعة تاريخ الملك عبد العزيز الدبلوماسي وآخرين عام 1419 هـ.
- مكتبة الملك عبد العزيز آل سعود الخاصة عام 1417 هـ.
- بيبلوغرافيا المملكة العربية السعودية في عهد الملك عبد العزيز عام 1414 هـ.
- العمل الإسلامي في أوروبا الشرقية تحديات المستقبل عام 1412 هـ.
- أزمة الخليج العربي عام 1412 هـ.
- المسلمون في البوسنة والهرسك من مآسي الماضي إلى معاناة اليوم عام 1413 هـ.
- المؤلفات النادرة عن المملكة العربية السعودية والجزيرة العربية: نماذج مختارة 1996م .
- الملك عبدالعزيز في مجلة الفتح: (قائمة ببليوجرافية )1999م. [4]
- مكتبة الملك خالد بن عبد العزيز آل سعود الخاصة، (الرياض: دارة الملك عبد العزيز، 1431هـ).[5]

## الأوسمة والجوائز[6]
- وسام الملك عبدالعزيز من الدرجة الأولى.
- وسام الفارس من الحكومة الإيطالية 1436هـ/2015م.
- وسام ضابط كبير من درجة التضامن من سفارة جمهورية إيطاليا بالمملكة عام 1429هـ/2008م.[7]
- شخصية العام الثقافية جائزة الأمير عبد الله الفيصل للشعر العربي في دورتها الثالثة لعام 2021م.[6]

## وصلات خارجية
- فهد السماري.
- بعد أربع سنوات.